# Bruno Aveillan
Bruno Aveillan, né à Toulouse, le 24 février 1965,, est un réalisateur,, photographe et artiste plasticien français.

## Communication
Diplômé de l’École supérieure des Beaux-Arts de Toulouse,, Bruno Aveillan rejoint en 1995 la société de production Quad en tant que réalisateur[source secondaire souhaitée]. Il développe alors une signature visuelle et narrative qui l’impose dans l’univers de la publicité haut de gamme, et attire des marques, de Louis Vuitton à Cartier, en passant par Chanel, Guerlain, Audi, Orange ou Perrier.
En 2001, le producteur Claude Berri déclare : « Depuis Jean-Jacques Annaud, je n'ai jamais rencontré un tel talent visuel », allant jusqu’à rapprocher son travail de celui de Tim Burton,.
L’une de ses premières réalisations marquantes fut le spot Perrier La Fête (également appelé La Foule en référence directe à la chanson d’Édith Piaf qui est l’héroïne principale du film). Ce film, élu campagne préférée des Français à la suite d'un sondage IPSOS en 1998, met en scène des personnages hétéroclites s’échappant de leurs affiches et supports publicitaires pour se mettre à danser. Il permet à son réalisateur de se faire remarquer sur la scène internationale puisqu’il enchaîne dans les années suivantes des commandes, aux États-Unis notamment, pour Time Warner, Nintendo, Infiniti, Volvo, Acura, ou encore Thermasilk[source secondaire souhaitée].
En 2001, Bruno Aveillan est choisi pour réaliser un des 4 films de lancement de la marque Orange en France, aux côtés de Martin Scorsese, Wong Kar-Wai et Oliver Stone.
En 2008, il réalise pour Louis Vuitton Where will life take you, le premier film publicitaire de l’histoire de cette marque. D’une durée de 90 secondes et traduit en 14 langues, ce spot remporte plusieurs distinctions[source secondaire nécessaire].
En 2012, Bruno Aveillan réalise L’Odyssée pour la maison Cartier, un court-métrage illustrant le voyage onirique d’une panthère, symbole de la marque, de Moscou à Paris en passant par la Grande Muraille de Chine. Le film est vu par 160 millions de personnes.
L’année suivante, Bruno Aveillan réalise La Légende de Shalimar pour Guerlain, un film de trois minutes trente avec Natalia Vodianova et Willy Cartier qui remporte plusieurs récompenses,,. Dès sa sortie, il rencontre le succès sur internet. Une version longue de cinq minutes, diffusée au cinéma pendant quelques jours, a cependant suscité discussions et débats,, en raison notamment de sa longueur jugée excessive par certains spectateurs dans le cadre d’une projection en salle.
La même année, il met en scène Julia Roberts dans une publicité pour Lancôme, « La vie est belle », tournée dans les studios Universal à Hollywood.
En 2018, Bruno Aveillan est choisi par la Royal Commission for Al-Ula (RCU) pour réaliser le premier film destiné à promouvoir le tourisme à Al-'Ula, site historique en Arabie saoudite. 
En avril 2019, il réalise Éternels, le premier film publicitaire du parc d’attraction du Puy du Fou. Ce court-métrage de sept minutes, tourné au cœur des décors authentiques du parc, retrace l'épopée d'un Poilu de la Première Guerre mondiale traversant les âges à la recherche de sa bien-aimée, reflétant ainsi l'expérience immersive offerte aux visiteurs du Puy du Fou.

## Art
Bruno Aveillan est également un artiste plasticien,,.
Il expose notamment au Grand Palais à Paris, à Milan, à Berlin, au Musée Multimedia Art de Moscou, au National Museum Of Western Art, Tokyo, au Centre d'art contemporain Walter Benjamin, et au Couvent des Minimes de Perpignan.
Les oeuvres de Bruno Aveillan font partie de la collection du Musée Rodin à Paris.
En 2017, Bruno Aveillan réalise le film documentaire Divino Inferno (Et Rodin créa la Porte de l'Enfer) produit et diffusé par la chaîne de télévision franco-allemande Arte et la Réunion des Musées nationaux (RMN),,,.

## Engagement
Bruno Aveillan s'engage régulièrement dans le soutien de causes humanitaires et sociales pour des organisations telles que Reporters sans frontières ou UNICEF,. 
Depuis 2014, il est Ambassadeur de la fondation The HeartFund, engagée dans la lutte contre les maladies cardiovasculaires dans les pays en développement.
En 2016, il réalise une campagne pour la Sécurité routière, pour laquelle il signe les films et les photos et dont l’impact émotionnel est salué par le public et les médias,.
Il réalise en 2021, pour la fondation 30 millions d'amis, un film contre la maltraitance animale, intitulé L'Appel (« The Cry »).
En octobre 2023, il conçoit et réalise un film en hommage à Mahsa Amini, en soutien à la lutte des femmes iraniennes. Le film a reçu une large couverture médiatique en France et à l’international,,. Zar Amir Ebrahimi, actrice iranienne et lauréate du prix d’interprétation à Cannes en 2022, a contribué activement à ce projet en assurant la narration du film en français et en farsi.

## Expositions
- 2012 : Lumières, Impressions. Festival Visa Off, Perpignan (Invité d'honneur)[54].
- 2012 : Bolshoi Underground. Galerie Spree, Paris[55].
- 2013 : Minotaur-Ex. LOOP Barcelona, Barcelone[56].
- 2013 : Acetate Spirit. Galerie Spree, Paris[57].
- 2014 : Bolshoi Underground & altre storie, curated by Francesco Gattuso, Galerie Centro Steccata, Milan[58].
- 2015 : Isolation Ceremony, Curated by Olga Sveblova, Multimedia Art Museum Moscow (MAMM)[32].
- 2015 : 3 + 1, Art Paris Art Fair, Grand Palais, Paris[59].

## Publications
- Roland Garros par Bruno Aveillan , Éditions de la Martinière.  (ISBN 978-2-7324-7594-3)
- Flashback, Éditions NOIR.
- Narcisse, Éditions Direction de la Culture.  (ISBN 2-910106-21-7)
- IX Moscow International Biennale, Éditions GBUKiO (Multimedia Complex of Actual Arts)  (ISBN 978-5-93977-077-4)
- Acetate Spirit, Éditions NOIR.  (ISBN 978-2-9546792-0-4)
- Victor Book 2, Éditions Hasselblad. (ASIN B00CREBBDC)
- Bruno Aveillan Bolshoi Underground Éditions Au-delà du raisonnable. Collection Les Littératures visuelles. (ISBN 978-2919174089)
- Fascinatio, Éditions Higgins; Collection M+M Auer.
- Fulguratio, Éditions Higgins. Collection M+M Auer.
- Mnemo#Lux, Éditions Kerber, Collection PhotoArt.  (ISBN 978-3-86678-463-5)
- Diotopes, Éditions Léo Scheer. Collection Janvier.  (ISBN 978-2-7561-0131-6)
- Off, Édition ArtFair Brussel 2012
- Parcours 23, Édition Studio P.Up
- Autoportraits, Édition Studio P.Up

### Revue de presse
- (es) Laura Rojas Turbay Bruno Aveillan : El Arte de occultar con la luz, article paru dans Summus, #14, juillet 2012
- Céline Cabourg. Parenthèse russe, article paru dans Le Nouvel Obs, #2510, décembre 2012
- Bénédicte Philippe. Bruno Aveillan, Bolshoi Underground, article paru dans Télérama, supplément culture, novembre 2012
- (de) Konstantin Spachis. Bruno Aveillan, des Märchenerzähler, article paru dans QVEST, #59, novembre 2013
- Fouzia Kamal. L'Odyssée d'Aveillan, interview paru dans CB News, Numéro Spécial Luxe 2013, janvier 2014
- (it) Stefania Provinciali. Personale italiana di Aveillan, La Luce dentro l’immagine, Article paru dans Gazzeta di Parma, février 2014
- (en) Moana Luu The man behind the beauty : Bruno Aveillan, article paru dans ZINC, Numéro Spécial, Été 2015
- Isabelle Musnik. J'obscurcis avec la lumière, interview paru dans Influencia, juin 2015
- Baptiste Mandrillon. Entre Photo documentaire et Photo plasticienne, Portfolio et article paru dans VSD, juin 2016
- Charlotte Bricard. Tous Touchés, Article paru dans Polka n° 34, 2016
- Robert Goldrich. The best work you may never see: Bruno Aveillan directs Road Safety Board’s Sunshine Highway Article paru dans Shoot, Janvier 2017
- Fouzia Kamal. Bruno Aveillan, Meilleur réalisateur et photographe 2016, Article paru dans CB News, février 2017
- François Ekchajzer. Le diable au corps, Le plasticien Bruno Aveillan donne chair au chef-d'œuvre inachevé d'Auguste Rodin : La Porte de l'Enfer, Article paru dans Télérama, avril 2017
- Joël Morio. L'artiste plasticien Bruno Aveillan retrace la genèse du chef-d'œuvre de Rodin, Article paru dans Le Monde, avril 2017
- Nathalie Dray. Un documentaire nous ouvre la Porte de l'Enfer de Rodin, Article paru dans Les Inrockuptibles, avril 2017
- Jean-Baptiste Chantoiseau. Bruno Aveillan, Divino Inferno, Article paru dans French Touch, février 2019
- Marie Caroline Royer. Bruno Aveillan, réalisateur de luxe, rencontre avec l’auteur de certaines des plus grandes pubs du 21ème siècle, Article paru dans Stratégies Spécial Luxe, n°2108, décembre 2021
- Frédéric Roy. Fondu au Noir, Bruno Aveillan a créé NOIR, Article paru dans CB News Spécial Luxe, janvier 2022
- Isabelle Musnik. Bruno Aveillan : « Scarlett Johansson dans le rôle de Cendrillon, Willem Dafoe la marâtre, Iggy Pop sa sœur et Björk la fée, Interview paru dans Influencia, novembre 2023